# Andrej Dugolin
Andrej Dugolin, slovenski nogometaš, * 19. september 1986, Ptuj.
Dugolin je slovenski profesionalni nogometaš, ki igra na položaju vezista. Od leta 2020 je član avstrijskega kluba Bad Radkersburg. Pred tem je igral za slovenske klube Aluminij, Olimpija, Drava Ptuj, Stojnci in Zavrč ter avstrijska St. Anna/Aigen in Sturm Klöch. Skupno je v prvi slovenski ligi odigral 55 tekem in dosegel en gol.